# 捷克
捷克共和國（捷克語：Česká republika），通稱捷克（Česko），史称波西米亚，是一个位于中欧的内陆国家，南邻奥地利，西邻德国，北邻波兰，东邻斯洛伐克。国土面积7.89万平方公里，丘陵起伏，多为温带大陆性气候和海洋性气候。首都及最大城市为布拉格，主要城市包括布尔诺、俄斯特拉发等。
波希米亚公国成立于9世纪末，隶属于大摩拉维亚。1002年，波西米亚被正式认定为神圣罗马帝国领地，并于1198年成为波西米亚王国。1526年莫哈奇战役后，波希米亚王室领地逐渐并入哈布斯堡王朝。近一百年后，波希米亚新教起义引发了三十年战争。白山战役后，哈布斯堡王朝巩固了统治。1806年神圣罗马帝国解体后，波西米亚王室领地成为奥地利帝国的一部分。
19世纪，波西米亚成为奥匈帝国工业中心。1918年第一次世界大战结束，奥匈帝国解体，捷克斯洛伐克第一共和国成立，是中欧和东欧唯一在整个战间期保持议会民主制的国家。1938年慕尼黑协定后，纳粹德国控制了捷克。1945年，捷克斯洛伐克复国。1948年政变使之成为东欧集团的共产主义国家。1968年布拉格之春期间，苏联入侵镇压了该国自由化的尝试。1989年11月的天鹅绒革命结束了共产主义政权，恢复了自由民主制。1992年12月31日，捷克和斯洛伐克和平分离，各自成为独立国家。
捷克是实行社会市场经济和福利国家体制的高收入发达国家，实行单一制、议会制和共和制的民主国家，是联合国、北约、欧盟、经合组织、欧安组织、欧洲委员会和维谢格拉德集团成员国。

## 歷史
捷克的土地上，曾經存在過舊石器時代（距今約四萬年至二十萬年）文化和新石器文化（距今約五千年至七千年），這些先民和今天捷克民族的關係不大；大多數的歷史學家認為捷克人的直系祖先（斯拉夫人的一支）是在公元六世紀左右才在本地區定居。九世纪初步統一的波希米亞王國大致是今天捷克前身。
15世纪，天主教的哈布斯堡家族入主波希米亞，但是波希米亞鄉民多半皈依胡斯教派。在1555年，哈布斯堡君主簽署奧格斯堡宗教和約，授與波希米亞人宗教自由。1618年斐迪南二世因為強制推行天主教，引爆了整個歐洲新教國家與天主教國家之間的三十年戰爭。

### 捷克斯洛伐克
1918年第一次世界大戰結束，奥匈帝國瓦解，原為奧匈一部份的捷克成為獨立國家。素來關係較為密切的捷克與斯洛伐克于1918年10月28日合併為捷克斯洛伐克共和國。
捷克在1920年11月、12月實行軍事管制以打擊社會黨中的親蘇聯勢力所挑起罷工，此後，議會制得以維持完整而革命左派陷入孤立，因為民眾大多希望和平與秩序，農民與工業無產階級彼此的利益達成平衡，故在所有奧匈帝國的繼承國中，捷克的無產階級人數最多但大多支持議會民主制而非共產主義。斯洛伐克人和德裔捷克人融入國家政治分裂傾向因此受阻。惟在慕尼黑協定之後，捷克在1939年3月15日被納粹德國占領，成立波希米亞和摩拉維亞保護國，斯洛伐克則成為納粹德國之傀儡政權。二戰後期1945年蘇聯佔領了捷克及斯洛伐克，二戰之後建立了共產政權捷克斯洛伐克社會主義共和國。1948年2月，捷克斯洛伐克共產黨開始實行事實上的一黨專政。共產黨第一書記安東寧·諾沃提尼和總書記古斯塔夫·胡薩克先後長期執政。1968年，捷克斯洛伐克發生要求民主改革的布拉格之春，但最後在蘇聯及華約成員包括波蘭人民共和國、匈牙利人民共和國及德意志民主共和國的軍事鎮壓下失敗。直至1989年11月東歐民主化，捷克斯洛伐克最终透過天鵝絨革命實現民主改革，開始實行多政黨民主議會制。

### 與斯洛伐克分立
1993年1月1日，捷克與斯洛伐克分別成為兩個獨立國家，獨立後沿用10月28日作为國慶日。同年1月19日，成為聯合國成員國。
捷克1999年加入北約，2004年5月1日加入歐盟成為正式會員國，在2007年12月21日成為申根公約會員國。

## 政治
捷克採多黨议会民主制，政府首腦為總理。捷克议会实行兩院制，由众议院（200人）和参议院（81人）组成。
總統5年一任，可連任一次。總統為虛位元首只具有限權力，多數決策由國會認可，但是極特殊狀態下可以解散國會，他也負責提名總理和內閣成員。原先總統由國會聯合推選，自2013年1月起总统通过直选两轮选举产生。
2013年1月首次直選總統，米洛甚·澤曼獲得54.8%選票當選為新總統。
當前主要政党有偏右的公民民主党和偏左的捷克社會民主黨，还有捷克和摩拉维亚共产党、基督教民主聯盟－捷克斯洛伐克人民黨和綠黨等政党。

## 地理

整体地图

捷克為歐洲內陸國，根據地理分區的不同定義，捷克被認為處在中歐或東歐。其四個鄰國分別為北方的波蘭，西北方的德國，南方的奧地利，與東南方的斯洛伐克。今日的捷克主要包含了過去奧匈帝國時代波希米亞與摩拉維亞這兩個傳統省份，與一小部分的西里西亞之土地範圍。
捷克为一个三面隆起的四边形盆地，西部是波希米亞高地，东部是喀尔巴阡山地。河网稠密，主要河流是伏尔塔瓦河和摩拉瓦河。
首都與最大城市為布拉格，跨伏尔塔瓦河两岸。

### 气候
属海洋性向大陆性气候过渡的温带气候。夏季炎热，冬季寒冷多雪。其中7月最热，1月最冷。
布拉格年降水量平原地区451毫米～600毫米，山区1,201毫米～1,500毫米，平均气温7月份为20℃，1月份为0℃。

## 经济

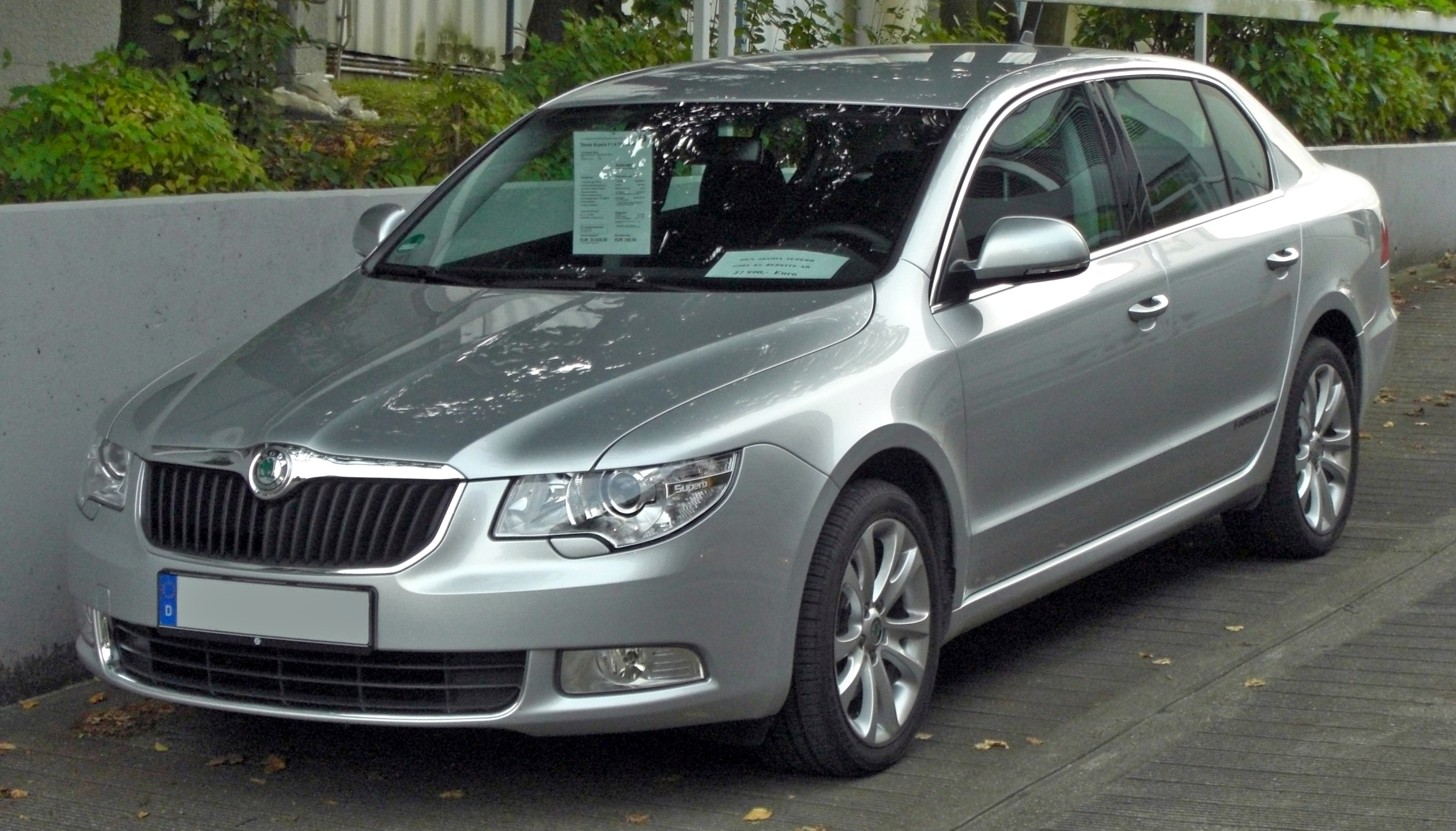
斯柯达汽车是捷克一大經濟支柱（圖為Superb II 1.8 TSI車款）

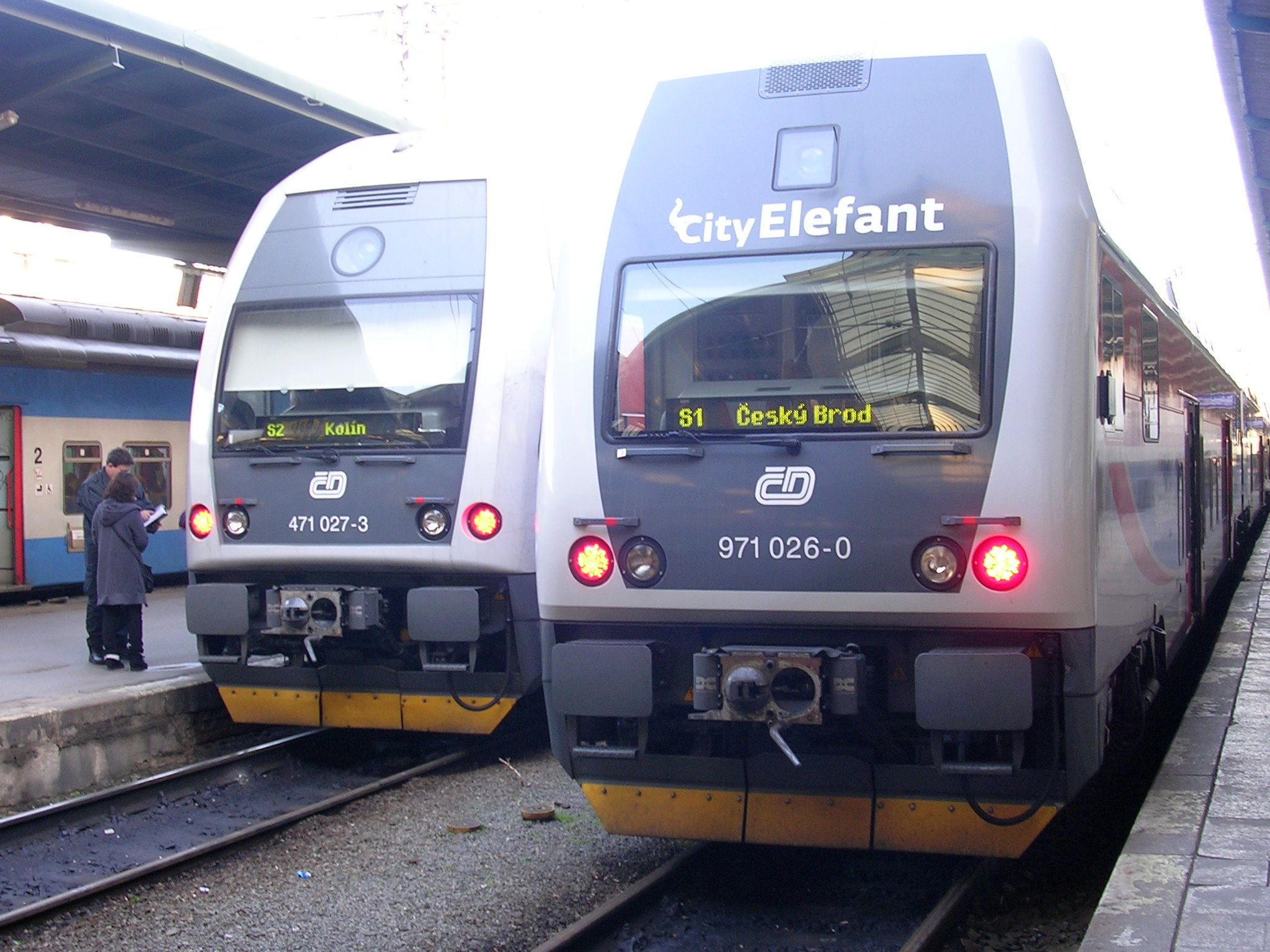
捷克列車系統全由斯柯达自力生產

捷克主要有机械制造，化工，冶金，纺织，制鞋，木材加工，玻璃制造和啤酒酿造等工业部门。
捷克于2006年被世界银行列入发达国家行列。在东部欧洲国家中捷克拥有高水準的人类发展指数。
捷克的出口对象是欧盟成员，尤其是德国。目前该国经济大多已经私有化，包括银行和电信业。目前中央政府正计划要继续私有化能源业和布拉格机场。2009年捷克经济协会针对捷克经济学家的一项调查证明，大多数经济学家愿意捷克大多数经济部门实现更多自由化。
捷克于2007年12月21日成为申根公约成员国，取消了同周边国家的边境限制。捷克目前还不是欧元区成员，暫時不考慮加入欧元区。

### 国内生产总值
2008年，捷克的国内生产总值人均根据购买力评价超过26800美金，相当于欧盟平均的82%。因此捷克的经济能力在2005年超过葡萄牙、希腊和塞浦路斯，现在已经接近意大利和西班牙的水準。此外，捷克是世界银行成员并且早已不属于发展中国家，而稳定地被列入30位最发达国家列内，所谓的“支出国”，这些支出国不拿取世界银行预算，但是相反是存入世界银行。从这些预算资助项目或贷款给发展中国家。最大的国外商业伙伴国是德国。

### 经济发展
1989年，捷克从中央控制经济转型为市场经济，並將国有资产私有化，在复原框架内归还了部分1948年后国有化的产业。受到开放式竞争的影响，重工业失去了竞争能力。1995年成为经济合作与发展组织（OECD）成员。加入欧盟以后进入了经济增长期。与1990年相比,服务行业占据了国内生产总值一半份额。与大部分国家一样，捷克也遭受到了世界经济危机的影响。2009年体现得尤为突出,国内生产总值降低4.5%，失业率上升，国家债务上升。相比此次危机,银行体系承受了负面现象或没有像其他欧盟内国家的银行直接倒闭。穆迪评级机构在2011年证实捷克因经济上的积极发展取得A1评级,未来具备良好的发展前景。除了其它的信息注释，捷克在欧元区的债务危机实际上不会被触碰。2011年预期国内生产总值增长2.5%，2012年2.2%，2013年甚至达到3.8%。实际增长比预期值要低。

### 采矿业和农业
在捷克关键的不可再生能源包括：烟煤、褐煤、高岭土、黏土、石墨（煤）、石灰岩或其它建筑材料。铀的发现地是在Dolní Rožínka镇。在摩拉维亚南部的小范围内开采石油和天然气，但是大部分的这些原材料是从俄罗斯进口的。由于1/3的国土覆盖森林，木材成为出口物品。
主要种植谷物（小麦、大麦、玉米）、土豆、糖甜菜；技术农作物有麻和油菜。值得提到的还有啤酒花种植，园林（水果园林）和葡萄种植业。畜牧业生产基础是牛、猪和家禽的养殖，接下来是养蜂业或是淡水鱼的养殖（特别是鲤鱼）。

### 工业
最主要的工业中心有布拉格，布尔诺，奥斯特拉瓦，皮尔森和姆拉达博雷斯拉夫。捷克工业主要是化工，机械，冶金和食品工业。其他重要的门类还有电力工业，建材和消耗品制造（消耗品包含服装，纺织品，鞋类，印刷业，木材加工比如家具，铅笔，火柴）以及军工和玻璃制造业，在捷克都有悠久传统。汽车出口工业也是非常重要的。最大的汽车生产公司是斯柯达汽车。2010年捷克斯柯达公司（现属德国大众集团），TPCA（丰田-标志-雪铁龙汽车简写）(日本丰田和法国标志雪铁龙合资)以及南韩现代汽车总共生产了1,072,209辆汽车。创造了35%的捷克工业生产总值。

### 电信
国内电信业发展迅速。最大的电信运营商捷克电信与跨国集团西班牙电信并购后改名为Telefónica O2 Czech Republic，这家公司与电信公司T-mobile，沃达丰和U:fon一样也在国内提供移动业务和因特网业务。捷克在欧盟国家中拥有最多的预付费无线连接用户。2007年因特网预付用户超过了35万。

## 行政區劃

捷克区划图

捷克為單一制國家。全國共分為一個直辖市首都（hlavní město）與13個州（kraj），州下轄為縣（okres，或譯作區）。
| 車輛號牌 | 州                  | 捷克語名稱         | 州府              | 人口 (2011年) | 面積 (km²) | 人口密度 (/km²) | 地區生產總值 (百萬捷克克朗) | 人均地區生產總值（捷克克朗） |
| -------- | ------------------- | ------------------ | ----------------- | ------------- | ---------- | --------------- | --------------------------- | ---------------------------- |
| A        | 布拉格              | Hlavní město Praha | 布拉格            | 1,272,690     | 496.10     | 2,360           | 637,704                     | 547,096                      |
| S        | 中捷克州            | Středočeský        | 布拉格            | 1,274,633     | 11,014.97  | 104             | 288,888                     | 253,912                      |
| C        | 南捷克州            | Jihočeský          | 捷克布杰约维采    | 637,460       | 10,056.79  | 62              | 150,970                     | 251,106                      |
| J        | 维索奇纳州          | Vysočina           | 伊赫拉瓦          | 512,727       | 6,795.56   | 75              | 121,318                     | 234,530                      |
| P        | 比尔森州            | Plzeňský           | 比尔森            | 574,694       | 7,560.93   | 73              | 137,911                     | 216,639                      |
| K        | 卡罗维发利州        | Karlovarský        | 卡罗维发利        | 310,245       | 3,314.46   | 92              | 65,789                      | 216,639                      |
| U        | 烏斯季州            | Ústecký            | 拉贝河畔乌斯季    | 830,371       | 5,334.52   | 154             | 188,041                     | 229,146                      |
| L        | 利贝雷茨州          | Liberecký          | 利贝雷茨          | 439,262       | 3,162.93   | 135             | 94,451                      | 229,146                      |
| H        | 赫拉德茨-克拉洛韦州 | Královéhradecký    | 赫拉德茨-克拉洛韦 | 555,683       | 4,758.54   | 115             | 133,767                     | 244,549                      |
| E        | 帕尔杜比采州        | Pardubický         | 帕尔杜比采        | 505,285       | 4,519      | 112             | 116,639                     | 230,880                      |
| M        | 奥洛穆茨州          | Olomoucký          | 奧洛穆茨          | 639,946       | 5,266.57   | 123             | 134,376                     | 211,467                      |
| T        | 摩拉维亚-西里西亚州 | Moravskoslezský    | 俄斯特拉发        | 1,236,028     | 5,426.83   | 227             | 280,210                     | 222,638                      |
| B        | 南摩拉维亚州        | Jihomoravský       | 布爾諾            | 1,169,788     | 7,194.56   | 159             | 285,855                     | 254,684                      |
| Z        | 兹林州              | Zlínský            | 兹林              | 590,459       | 3,963.55   | 149             | 131,789                     | 222,885                      |
| CZ       | 捷克                |                    | 布拉格            | 10,562,214    | 78,864.92  | 130             | 2,767,717                   | 271,161                      |

## 人口
| 年份 | 总数       | 变化   |
| ---- | ---------- | ------ |
| 1857 | 7,016,531  | –      |
| 1869 | 7,617,230  | +8.6%  |
| 1880 | 8,222,013  | +7.9%  |
| 1890 | 8,665,421  | +5.4%  |
| 1900 | 9,372,214  | +8.2%  |
| 1910 | 10,078,637 | +7.5%  |
| 1921 | 10,009,587 | −0.7%  |
| 1930 | 10,674,386 | +6.6%  |
| 1950 | 8,896,133  | −16.7% |
| 1961 | 9,571,531  | +7.6%  |
| 1970 | 9,807,697  | +2.5%  |
| 1980 | 10,291,927 | +4.9%  |
| 1991 | 10,302,215 | +0.1%  |
| 2001 | 10,230,060 | −0.7%  |
| 2011 | 10,540,748 | +2.9%  |

2021年時，捷克人口為1,070萬。根據2011年人口普查的初步結果，捷克的大多數居民是捷克人（63.7％），其次是摩拉維亞人（4.9％）、斯洛伐克人（1.4％）、波蘭人（0.4％）、德國人（0.2％）和西里西亞人（0.1％）。由於“國籍”是一個可選項目，相當多的人將此字段留空（26.0％）。據一些估計，捷克約有25萬羅姆人。
根據捷克統計局的統計，2013年9月在該國居住的外國人有437,581人，其中最大的群體是烏克蘭人（106,714），其次是斯洛伐克人（89,273）、越南人（61,102）、俄羅斯人（32,828）、波蘭人（19,378）、德國人（18,099）、保加利亞人（8,837）、美國人（6,695）、羅馬尼亞人（6,425）、摩爾多瓦人（5,860）、中國人（5,427）、英國人（5,413）、蒙古人（5,308）、哈薩克人（4,850）、白俄羅斯人（4,562）。
根據1930年的人口普查，波希米亞和摩拉維亞的猶太人口為118,000人，在納粹德國猶太人大屠殺期間幾乎被消滅了。2005年捷克約有4,000名猶太人。前捷克總理揚·菲舍爾有猶太起源和信仰。
2015年的總和生育率估計為生育1.44名兒童／婦女，低於替代率2.1，是世界最低生育率之一。2015年，47.8％的新生兒來自未婚婦女。2013年的預期壽命估計為77.56歲（男性為74.29歲，女性為81.01歲）。2007年移民將人口增加了近1％，每年大約77,000人移民到捷克。越南移民在共產主義時期開始在捷克定居，當時他們被捷克斯洛伐克政府邀請為外籍勞工。2009年，捷克約有7萬越南人。大多數人決定永久留在該國。
在20世紀初，芝加哥是捷克裔人口第三大城市，在布拉格和維也納之後。根據2010年美國人口普查，有1,533,826個美國人擁有全部或部分捷克血統。

### 最大城市
| 捷克最大城市排名 捷克统计局 | 捷克最大城市排名 捷克统计局 | 捷克最大城市排名 捷克统计局 | 捷克最大城市排名 捷克统计局 | 捷克最大城市排名 捷克统计局 | 捷克最大城市排名 捷克统计局 | 捷克最大城市排名 捷克统计局 | 捷克最大城市排名 捷克统计局 | 捷克最大城市排名 捷克统计局 | 捷克最大城市排名 捷克统计局 |
|                             | 排名                        | 名称                        | 州                          | 人口                        | 排名                        | 名称                        | 州                          | 人口                        |                             |
| --------------------------- | --------------------------- | --------------------------- | --------------------------- | --------------------------- | --------------------------- | --------------------------- | --------------------------- | --------------------------- | --------------------------- |
| 布拉格 布爾諾               | 1                           | 布拉格                      | 布拉格                      | 1,357,326                   | 11                          | 茲林                        | 茲林州                      | 74,191                      | 俄斯特拉發 比尔森           |
| 布拉格 布爾諾               | 2                           | 布爾諾                      | 南摩拉維亞州                | 396,101                     | 12                          | 哈維若夫                    | 摩拉維亞-西里西亞州         | 70,245                      | 俄斯特拉發 比尔森           |
| 布拉格 布爾諾               | 3                           | 俄斯特拉發                  | 摩拉維亞-西里西亞州         | 283,504                     | 13                          | 克拉德諾                    | 中捷克州                    | 68,436                      | 俄斯特拉發 比尔森           |
| 布拉格 布爾諾               | 4                           | 比尔森                      | 比尔森州                    | 181,240                     | 14                          | 莫斯特                      | 烏斯季州                    | 63,856                      | 俄斯特拉發 比尔森           |
| 布拉格 布爾諾               | 5                           | 利貝雷茨                    | 利貝雷茨州                  | 107,389                     | 15                          | 奧帕瓦                      | 摩拉維亞-西里西亞州         | 55,512                      | 俄斯特拉發 比尔森           |
| 布拉格 布爾諾               | 6                           | 奧洛穆茨                    | 奧洛穆茨州                  | 101,825                     | 16                          | 弗里代克-米斯泰克           | 摩拉維亞-西里西亞州         | 54,188                      | 俄斯特拉發 比尔森           |
| 布拉格 布爾諾               | 7                           | 捷克布傑約維采              | 南捷克州                    | 96,417                      | 17                          | 伊赫拉瓦                    | 维索奇纳州                  | 52,548                      | 俄斯特拉發 比尔森           |
| 布拉格 布爾諾               | 8                           | 赫拉德茨-克拉洛韋           | 赫拉德茨-克拉洛韋州         | 93,506                      | 18                          | 特普利采                    | 烏斯季州                    | 50,843                      | 俄斯特拉發 比尔森           |
| 布拉格 布爾諾               | 9                           | 帕爾杜比采                  | 帕爾杜比采州                | 92,149                      | 19                          | 卡爾維納                    | 摩拉維亞-西里西亞州         | 50,172                      | 俄斯特拉發 比尔森           |
| 布拉格 布爾諾               | 10                          | 拉貝河畔烏斯季              | 烏斯季州                    | 91,963                      | 20                          | 卡羅維發利                  | 卡羅維發利州                | 49,043                      | 俄斯特拉發 比尔森           |

## 宗教
| 捷克宗教（2021）       | 捷克宗教（2021）       | 捷克宗教（2021） | 捷克宗教（2021） | 捷克宗教（2021） |
| ---------------------- | ---------------------- | ---------------- | ---------------- | ---------------- |
|                        |                        |                  |                  |                  |
| 無宗教                 | 無宗教                 |                  | 47.8%            | 47.8%            |
| 未表態                 | 未表態                 |                  | 30.1%            | 30.1%            |
| 有精神信仰但無宗教信仰 | 有精神信仰但無宗教信仰 |                  | 9.6%             | 9.6%             |
| 天主教                 | 天主教                 |                  | 9.3%             | 9.3%             |
| 其他宗派基督徒         | 其他宗派基督徒         |                  | 2.4%             | 2.4%             |
| 其他宗教               | 其他宗教               |                  | 1.2%             | 1.2%             |

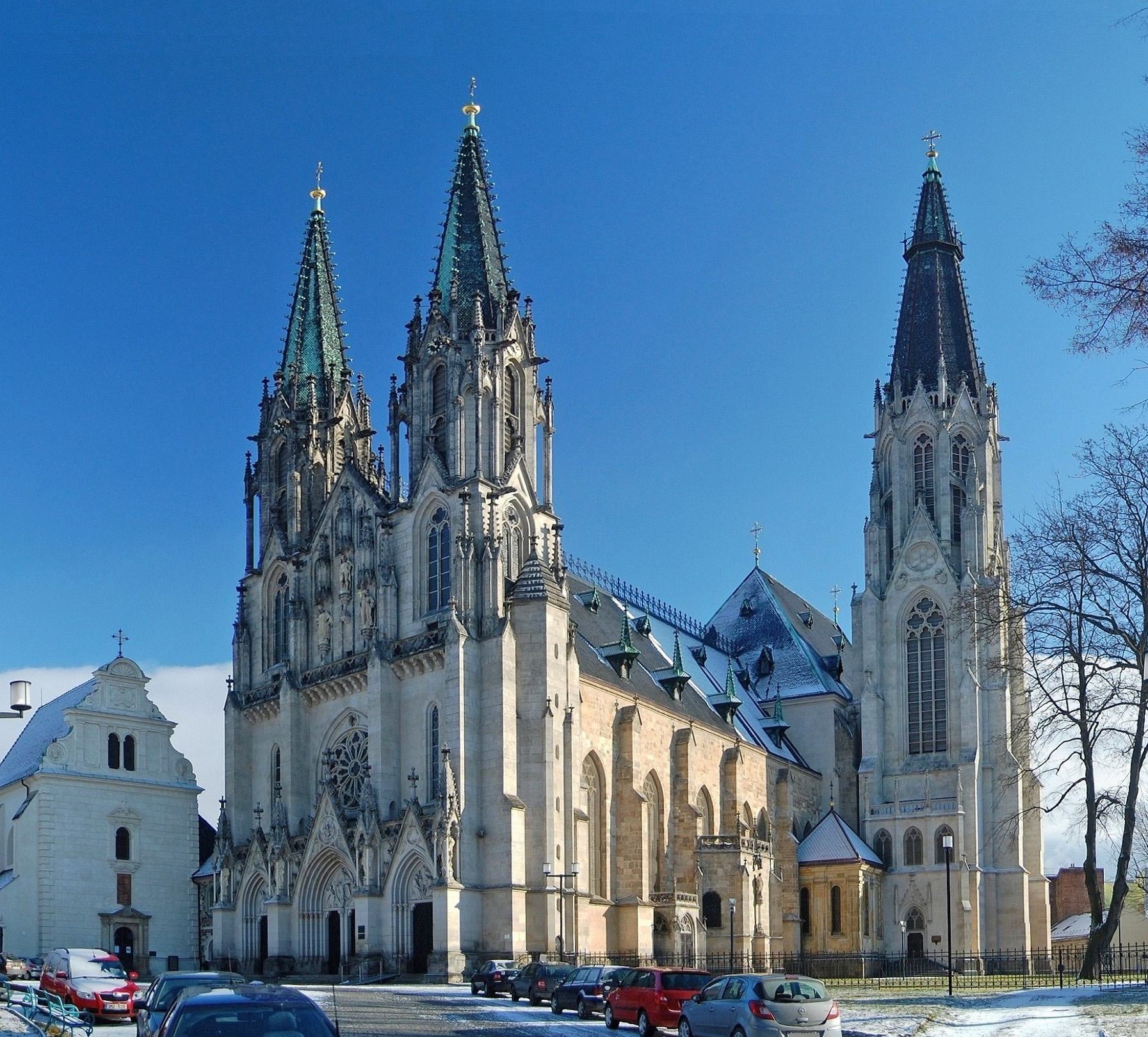
聖瓦茨拉夫主教座堂

捷克共和國是世界上宗教信仰人口最少的國家之一，75％至79％ 的捷克人表示無任何信仰，其無神論者比例僅次於中華人民共和國和日本。 
2001年的統計，59%人口是無宗教信仰，26.8%信天主教，2.5%信新教。2005年全歐統計發現，30%捷克人不信上帝和靈魂。50%相信有某種形而上力量，但是只有19%信有上帝，只比愛沙尼亞的16%高一點。
根據2011年的人口普查，34％的人口表示他們沒有宗教信仰，10.3％是天主教信徒，0.8％是新教信徒（0.5％是捷克福音派弟兄會，0.4％是胡斯派），9％為其他宗教。45％的人口沒有回答有關宗教的問題。從1991年到2001年，再到2011年，對天主教的信仰比率從39％降至27％，然後降至10％；新教信徒比率同樣從3.7％下降到2％再下降到0.8％。

## 文化
捷克位於歐洲地理中心，族群除了捷克人，也有俄羅斯人、德國人、越南人，受到東歐的俄羅斯文化和中西歐，以及後期共產文化的影響，這讓捷克在文化上表現出多元的特色。因捷克於二次大戰採取不抵抗主義，史蹟保存較為完好。目前有14處文化遺址被聯合國教科文組織列入世界遺產名錄。捷克首都布拉格是歐洲的文化重鎮之一，歷史上曾有音樂、文學等諸多領域眾多傑出人物在該城進行創作，今日該市仍保持了濃郁的文化氣氛。

### 藝術

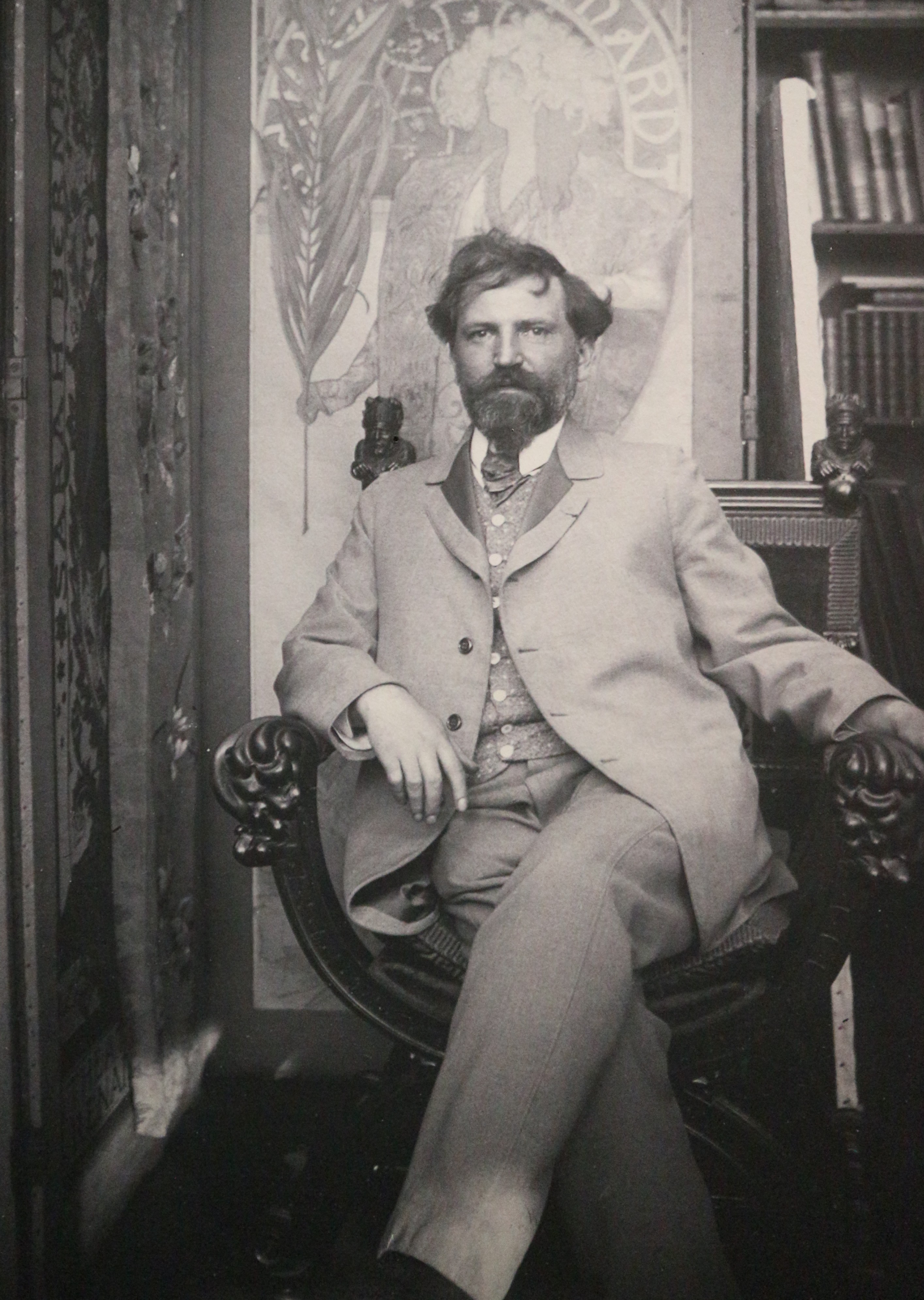
捷克畫家阿爾豐斯·慕夏為新藝術運動的代表性人物

捷克畫家阿爾豐斯·慕夏為新藝術運動的代表性人物，其所創作的海報與飾板，被視為現代印刷美術設計的典範。
捷克木偶戲有著悠久的傳統。它在捷克人中仍然廣受歡迎，甚至有9個專業木偶劇院和數百個其他半職業或業餘團體在捷克共和國各地運營。2016年，捷克和斯洛伐克木偶戲被列入聯合國教科文組織非物質文化遺產名錄。
首都布拉格市内拥有为数众多的各个历史时期、各种风格的建筑，从罗马式、哥特式建筑、文艺复兴、巴洛克、洛可可、新古典主义、新艺术运动风格到立体派和超现代主义，又被譽為《活的建築博物館》。

### 文學
早期的用捷克语书写的文学可以追溯至15世纪，在9世纪后期至10世纪，波希米亚地区被基督教化。最早与波希米亚王国有关文学由拉丁文书写，出现于12至13世纪。这一时期的大部分作品是年代记和圣徒传记。15世纪的胡斯戰爭给捷克文学带来了重要的变化，在白山战役之后捷克新教徒的消亡决定性地影响了捷克文学的发展。
近代著名的捷克作家有瓦茨拉夫·哈維爾和米蘭·昆德拉，更早期則有法蘭茲·卡夫卡和雅羅斯拉夫·哈謝克。

### 音樂
三十年戰爭使波希米亞眾多音樂家出奔到歐洲各地，深深影響了歐洲的音樂教育與發展，因此波希米亞又被譽為『歐洲音樂搖籃』。历史上，布拉格是沃尔夫冈·阿马德乌斯·莫扎特、贝多伊齐·斯美塔那、安东尼·德沃夏克等音乐家重要的活动场所。

### 电影
- 《遊子》（Kolya，又译：爱的布拉格，1996年）：是捷克著名电影人斯维拉克父子（Svěrák）的代表作，曾获得奥斯卡最佳外语片、第9届东京电影节大奖等國際電影獎項。劇情讲述一个老人和小孩的故事，探索了人性和战争带来的人与人恩怨间的关系。

### 運動
足球和冰球是捷克最受歡迎的運動，两者在国内都有许多球迷，此外网球也有许多支持者。其中足球享有第一運動的美譽，歷史上捷克曾經湧現過大量的世界級巨星，包括歐洲足球先生獲得者约瑟夫·马索普斯特和帕维尔·内德维德等，目前最具代表性的球員為門神施治、前锋希克等。捷克國家足球隊球風硬朗，路斯基他被冠以「球埸莫札特」的外號，因他像一名音樂家指揮樂團一樣，適當地指揮球隊的進攻節奏。是世界足壇中東歐流派的代表之一。

### 飲食
捷克菜餚的主要材料是穀類和品種有限的蔬菜、豬肉、牛肉、家禽類、乳製品、水果。捷克飲食的特徵是前菜、甜點的種類十分豐富。有說法指捷克有2000種前菜。捷克人較少使用香辛料，菜餚的味道比較淡。肉食常會使用斯美塔那酸奶油。傳統的捷克飲食的脂肪量和鹽分含量較高，不過近來這一情況已有所改變。捷克啤酒在世界享有盛名，是啤酒的起源地之一。

## 教育
捷克於1774年，開始創立義務學校。現在，已有了所有類型的教育體系-從幼兒教育開始，貫穿初等教育，中等教育，大學和研究生，以及仍在繼續的教育。
捷克實行九年制義務教育。高中、大學實行自費和獎學金制，但國家對學生住宿費給予補貼。根據1990年頒布的有關法律，允許成立私立和教會學校。著名大學有布拉格查理大學和布拉格捷克理工大學。
出身於捷克摩拉維亞的教育家约翰·阿摩司·夸美纽斯，畢身致力於幼教。其教育主張至今依然影響世界，被譽為「現代教育之父」。

## 旅遊

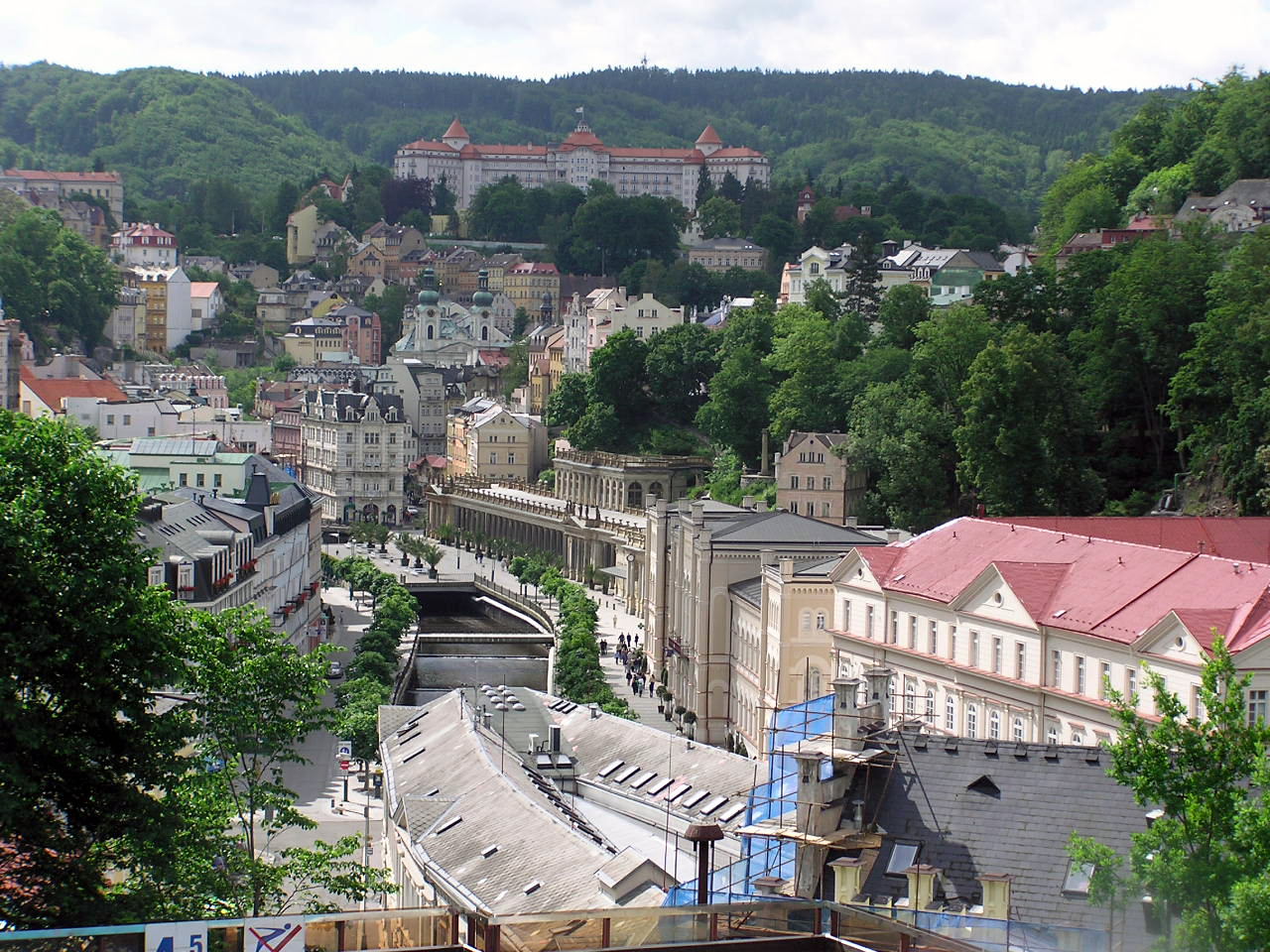
溫泉城市卡羅維瓦利

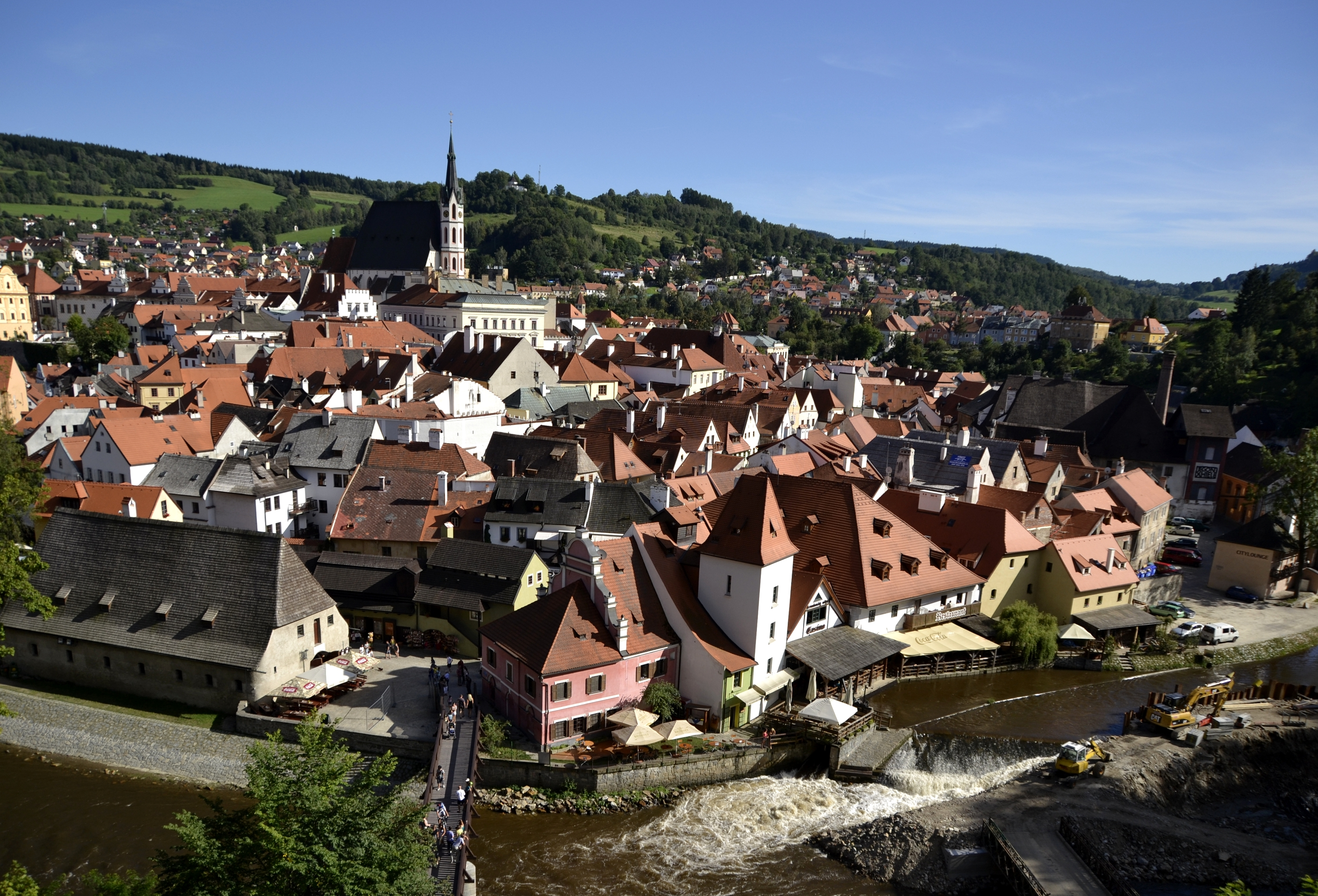
捷克克魯姆洛夫老城區已經被聯合國教科文組織列入世界文化遺產

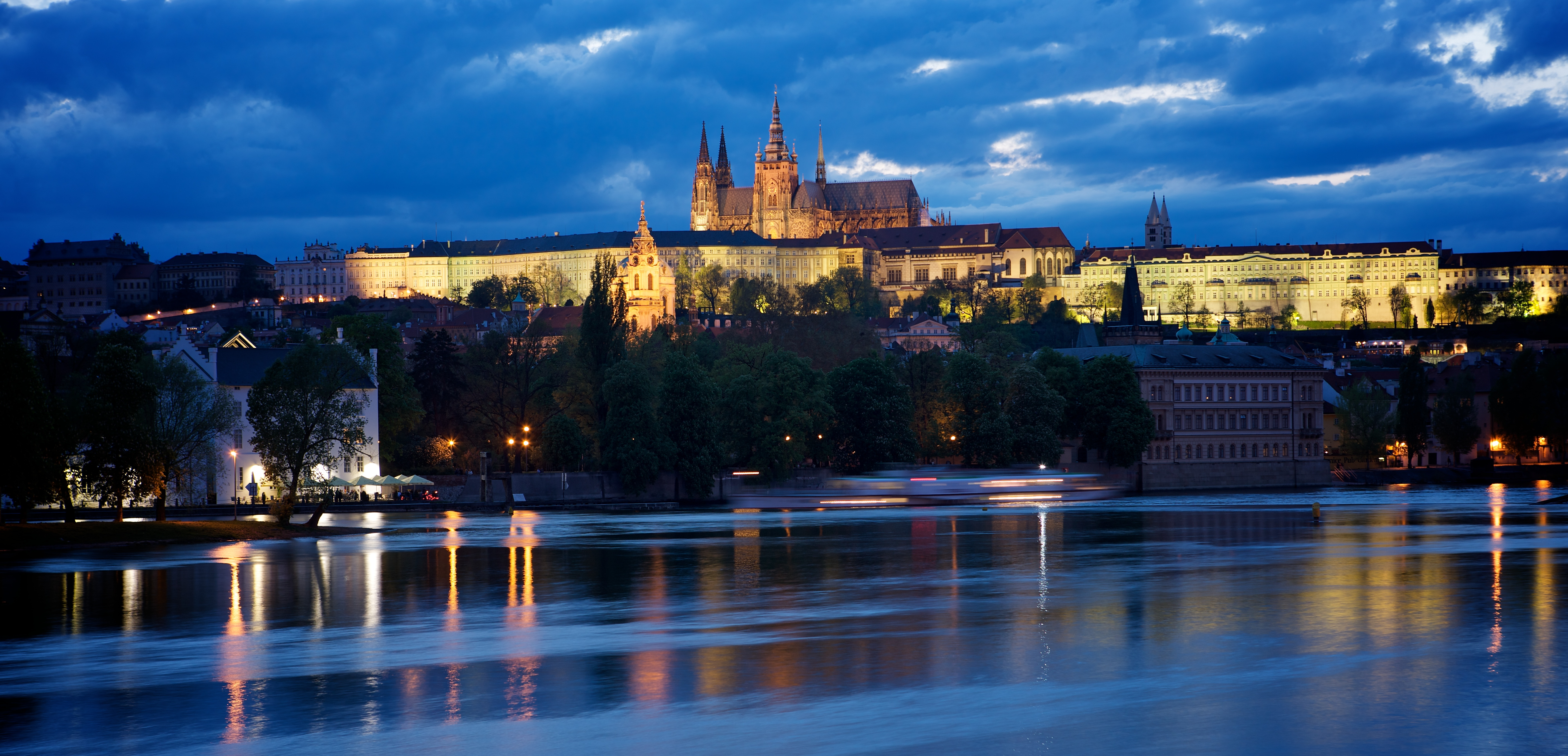
自从1989年铁幕倒下后，布拉格就成为欧洲游客最多的城市之一

旅遊也是捷克经济收入的重要来源。2001年，旅遊业的总收入达到1,181.3亿捷克克朗，占國民生產毛額的5.5%。旅遊业雇用职员超过11万人，占全国人口的1%。2008年，到访布拉格的遊客人数有所下降，可能是由于捷克克朗汇率强劲，遊客感到旅游费用相较于获得的服务水平过于昂贵。该国的出租车司机索价过高和扒手问题也遭到旅遊指南和遊客的批评。2005年，布拉格市长Pavel Bém透过努力减少小型犯罪来改善该市的名声。不过，除了上述问题外，布拉格还是一个相对安全的城市，大部分地方甚至在黑暗中行走也很安全。大致而言，捷克的犯罪率还是较低的。
捷克有好几个旅遊业中心。古老的布拉格城是最主要的旅遊目的地，也是遊客们访问该国其他地区的主要入口。捷克其他许多城市也吸引了大量的遊客，卡罗维发利、玛丽亚温泉市和弗朗齐歇克矿泉村等温泉城镇，都是特别受欢迎的度假胜地。其他的热门旅游目的地包括许多城堡，例如卡尔什特因城堡、捷克克鲁姆洛夫和莱德尼采-瓦尔季采文化景观。在这些城镇以外，波希米亚天堂（Bohemian Paradise）、波希米亚森林和克尔科诺谢山等地区也吸引了寻求户外消遣的遊客。
比尔森啤酒起源于波希米亚西部城市比尔森，而南部城市百威也成为百威啤酒名称的由来。
捷克克鲁姆洛夫是属于世界文化遺產的小鎮。
AZ大廈是捷克最高建築。
2022年5月，耗時2年，全球最長玻璃吊橋Sky Bridge 721於捷克東北部落成，全長721米，相比前世界最長吊橋葡萄牙「Arouca 516」長200多米；捷克政府希望吊橋能促進旅遊業，同時
提供更多角度欣賞當地森林。。

## 交通

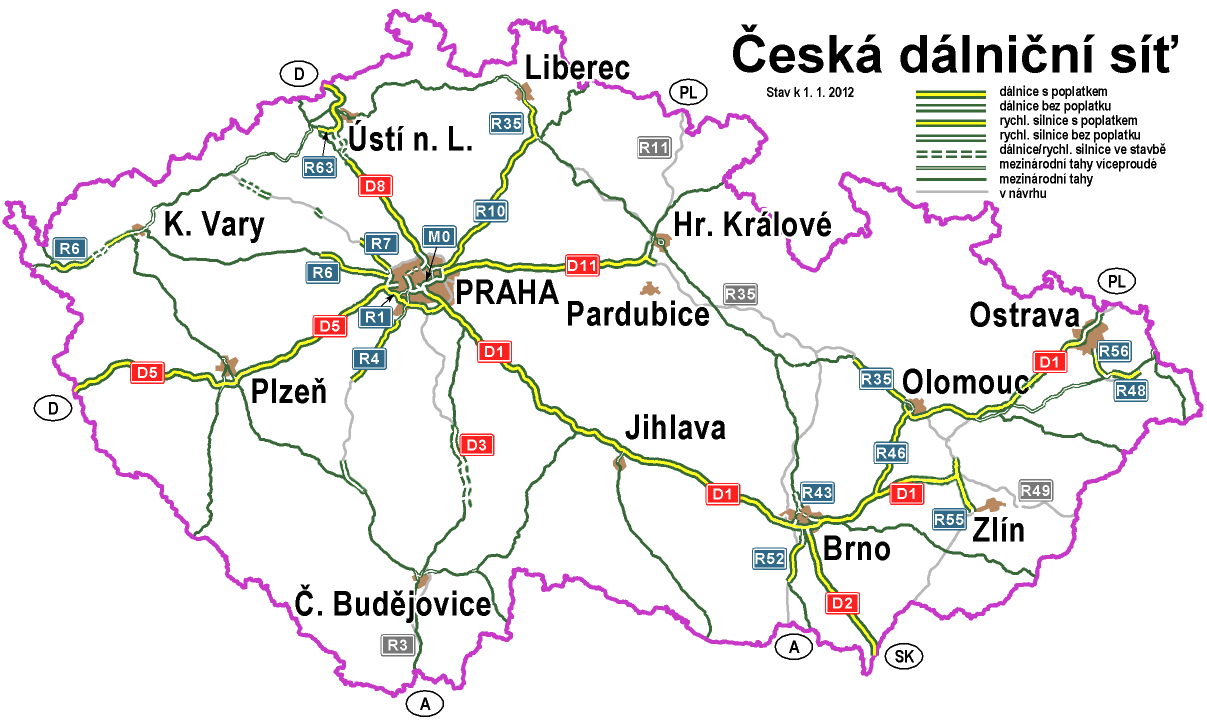
捷克高速公路网

布拉格瓦茨拉夫·哈維爾國際機場是捷克的主要國際機場，2016年客運量約1,300萬人次。捷克共有46個鋪設跑道的機場，其中6個機場提供布爾諾、卡羅維瓦利、莫什諾夫（奧斯特拉瓦附近）、帕爾杜比采、布拉格與庫諾維采（烏赫爾堡附近）國際航線服務。
捷克鐵路是捷克的主要鐵路運營商，每年運量約1.8億人次。捷克擁有9,505公里的軌道，是歐洲最密集的鐵路網之一。其中，2,926公里是電氣化的，7,617公里是單線軌道，1,866公里是雙線和多線軌道。最高速度160公里／小時。2006年，七輛義大利潘多利諾型傾斜式列車投入服役。
捷克的公路網長55,653公里。有1,247公里的高速公路。城鎮內限速50公里／小時、城外90公里／小時、高速公路130公里／小時。

## 延伸閲讀
- Hochman, Jiří (1998). Historical dictionary of the Czech State （页面存档备份，存于）. Scarecrow Press. ISBN 0810833387

## 外部連結
- 官方网站  （英文）

权力机构
- Governmental website （页面存档备份，存于）.
- Presidential website （页面存档备份，存于）.
- Portal of the Public Administration.
- Chamber of Deputies.
- Senate （页面存档备份，存于）.
- Chief of State and Cabinet Members.

概况信息
- 《世界概况》上有关Czech Republic的条目
- Czech Republic （页面存档备份，存于） 美国国务院.
- Portals to the World （页面存档备份，存于）美国国会图书馆.
- Czech Republic at UCB Libraries GovPubs.
- 中的“捷克”

 維基媒體的the Czech Republic地圖集 
- （英文）CIA World Fact Book（美國中央情報局） （页面存档备份，存于）

新闻
- The Prague Post （页面存档备份，存于）.
- CzechNews （页面存档备份，存于）.
- Czech News Agency News （页面存档备份，存于）.
- Prague Daily Monitor （页面存档备份，存于）.
- Radio Prague （页面存档备份，存于）.

统计
- Czech Statistical Office （页面存档备份，存于）.

论坛/新闻/资讯
- 捷克 - 中欧新闻网Cenews.eu.
- 捷克大排档 - 社区论坛cyo.cz .

旅行
- Czech Tourism Official travel site of the Czech Republic.
- 维基导游上有關捷克的旅行指南
- （简体中文）捷克-中国文化交流协会（Czech-China Inter culture association有关捷克的介绍）